# Unité urbaine de Jargeau
L’unité urbaine de Jargeau est une unité urbaine française centrée sur la ville de Jargeau dans le département du Loiret et la région Centre-Val de Loire.
D'après la définition qu'en donne l'Institut national de la statistique et des études économiques (Insee), l'unité urbaine correspond à « une commune ou un ensemble de communes présentant une zone de  bâti continu (pas de coupure de plus de 200 mètres entre deux constructions) qui compte au moins 2 000 habitants ».
Elle est comprise dans l'aire urbaine et la zone d'emploi d'Orléans.
C'est l'une des 29 unités urbaines du Loiret.

## Géographie
L'unité urbaine de Jargeau est composée de trois communes situées dans le département du Loiret et la région naturelle du val de Loire. En 2008, ses 9 144 habitants font d'elle la sixième unité urbaine du département.
Le tableau suivant détaille la répartition de l'aire urbaine sur le département (les pourcentages s'entendent en proportion du département) :
| Département | Communes | Communes (%) | Superficie (km²) | Superficie (%) | Population (2008) | Population (%) |
| ----------- | -------- | ------------ | ---------------- | -------------- | ----------------- | -------------- |
| Loiret      | 3        | 0,9          | 48,69            | 0,72           | 9 144             | 1,40           |

### Liste des communes
Voici la liste des trois communes de l'unité urbaine de Jargeau, toutes comprises dans le département du Loiret et le canton de Châteauneuf-sur-Loire.
| Nom                    | Code Insee | Statut | Superficie (km2) | Population (dernière pop. légale) | Densité (hab./km2) |
| ---------------------- | ---------- | ------ | ---------------- | --------------------------------- | ------------------ |
| Darvoy                 | 45123      |        | 8,58             | 1 873 (2014)                      | 218                |
| Jargeau                | 45173      |        | 14,66            | 4 523 (2014)                      | 309                |
| Saint-Denis-de-l'Hôtel | 45273      |        | 25,45            | 2 929 (2014)                      | 115                |

### Démographie
La population de l'unité urbaine est en augmentation constante depuis 1968.
| 1968  | 1975  | 1982  | 1990  | 1999  | 2008  | 2009  | 2020  |
| ----- | ----- | ----- | ----- | ----- | ----- | ----- | ----- |
| 5 201 | 5 958 | 7 141 | 7 778 | 8 333 | 9 144 | 9 230 | 9 591 |

Pyramide des âges
Au recensement de 2008, la population comptait 4 623 femmes pour 4 521 hommes.
| Hommes | Classe d’âge | Femmes |
| ------ | ------------ | ------ |
| 0,2    | + 90         | 1,0    |
| 5,8    | 75-89        | 8,5    |
| 11,9   | 60-74        | 12,7   |
| 20,8   | 45-59        | 19,3   |
| 22,5   | 30-44        | 22,6   |
| 16,4   | 15-29        | 15,8   |
| 22,4   | 0-14         | 20,2   |

## Administration
L'unité urbaine de Jargeau est située dans l'arrondissement d'Orléans et répartie sur une partie du territoire des cantons de Jargeau et Châteauneuf-sur-Loire ; elle dépend de la communauté de communes des Loges et du syndicat mixte du pays Forêt d'Orléans - Val de Loire.